# ドミトリ・ヤブロンスキー
ドミトリ・アリベルトヴィチ・ヤブロンスキー（ロシア語: Дмитрий Альбертович Яблонский, ラテン文字転写: Dmitry Albertovich Yablonsky, 1962年 - ）は、ロシアの指揮者・チェリスト。

## 経歴
1962年モスクワ生まれ。母はピアニストでジュリアード音楽院教授のオクサナ・ヤブロンスカヤ、父はモスクワ放送交響楽団の首席オーボエ奏者という音楽一家に生まれる。6歳でモスクワ音楽院付属中央音楽学校に入学してチェロを学び、9歳の時にハイドンのチェロ協奏曲第1番でチェリストとしてデビューした。
1977年から母と共にアメリカに移住し、ジュリアード音楽院でローン・ムンロー (Lorne Munroe) のもとで学び、その後イェール大学でチェロをアルド・パリゾ、ザラ・ネルソヴァらに師事した。一方、指揮法をオットー＝ヴェルナー・ミュラー、ユーリ・シモノフらに学び、この分野にも興味を持つ。1981年に大学を卒業するとカーティス音楽学校に入学し、ザラ・ネルソヴァの下で技能をみがいた。
チェリストとしては、スカラ座、コンセルトヘボウ、リンカーン・センター、カーネギー・ホールなどでの演奏経験がある。また、指揮者としては1990年にはローマ聖チェチーリア音楽院管弦楽団を指揮して指揮者デビュー。以降、モスクワ・フィルハーモニー管弦楽団の首席客演指揮者、モスクワ交響楽団の首席客演指揮者を経験したのち、2002年からはロシア・フィルハーモニー管弦楽団の首席指揮者に就任している。
レコーディングに関しては、ナクソス・レーベルに、ロシア・フィルを指揮した多くの録音があり、ショスタコーヴィチ、チャイコフスキーなどのロシア音楽のみならず、日本人作曲家の作品集の録音も多く指揮している（安部幸明、伊福部昭、大澤壽人、早坂文雄、深井史郎など）。また、チェリストとしてもショスタコーヴィチのチェロ・ソナタ等の録音がある。
使用するチェロは、1726年製のフィリウス・アンドレア・グァルネリ。